# ابوعامر عبدالله بن احمد
ابوعامر عبدالله بن احمد (انگلیسی: Abdallah ibn Ahmad II؛ ۱۳۷۸ – ۱۳۹۸) سلطان مرینیان مراکش از سال ۱۳۹۶ تا ۱۳۹۸ میلادی بود.